# Bayfield (Kolorado)
Bayfield – miasto w Stanach Zjednoczonych, w stanie Kolorado, w hrabstwie La Plata.